# Église Saint-Sauveur de Liaucous
L'église Saint-Sauveur de Liaucous est une église située en France à Mostuéjouls, dans le département de l'Aveyron en région Occitanie.
Elle fait l'objet d'un classement au titre des monuments historiques depuis 1930.

## Localisation
L'église est située sur la commune de Mostuéjouls, dans le département français de l'Aveyron.

## Historique
L'édifice est classé au titre des monuments historiques le 26 septembre 1930.